# Sigel (hrabstwo Wood)
Sigel – miasto w Stanach Zjednoczonych, w stanie Wisconsin, w hrabstwie Wood.